# Fosse no 6 des mines d'Ostricourt
La fosse no 6 dite Charles Tilloy de la Compagnie des mines d'Ostricourt est un ancien charbonnage du Bassin minier du Nord-Pas-de-Calais, situé à Ostricourt. Le puits est commencé en juin 1907, et la fosse est productive à partir du 2 janvier 1910. Elle est détruite durant la Première Guerre mondiale, et reconstruite peu après. Des cités, ainsi qu'une église, des écoles et une salle des fêtes, sont construites à proximité de la fosse. Les terrils nos 119 et 120 sont édifiés au nord de la fosse.
La Compagnie des mines d'Ostricourt est nationalisée en 1946, et intègre le Groupe d'Oignies. Malgré un record de productivité en 1949, la fosse no 6 est concentrée sur la fosse no 2, et ferme en 1954. Le puits est alors remblayé en juin 1957, le chevalement détruit en 1966, et une dalle définitive coulée en 1972.
Les terrils nos 119 et 120 sont exploités, une partie des cités est détruite, l'autre est rénovée. Des magasins sont construits sur le carreau de fosse. Au début du XXIe siècle, Charbonnages de France matérialise la tête de puits no 6.

## La fosse
La Compagnie des mines d'Ostricourt entreprend une nouvelle fosse à Ostricourt, près des limites avec Oignies, à 1 260 mètres à l'ouest de la fosse no  1.

### Fonçage
Le puits no 6 est foncé à partir de juin 1907, avec un diamètre de 4,10 mètres, le terrain houiller est atteint à 159,75 mètres. La fosse porte le nom de Charles Tilloy, administrateur de la compagnie.

### Exploitation
L'extraction commence le 2 janvier 1910. La fosse est détruite lors de la Première Guerre mondiale, et reconstruite par la suite.
La Compagnie des mines d'Ostricourt est nationalisée en 1946, et intègre le Groupe d'Oignies. La fosse obtient un record de productivité en 1949. En 1954, elle est concentrée sur la fosse no 2. Le puits, de 402 mètres de profondeur, est remblayé en juin 1957. Le chevalement est abattu en 1966, et une dalle définitive est mise en place en 1972.

### Reconversion
Il ne subsiste rien de la fosse. Au début du XXIe siècle, Charbonnages de France matérialise la tête de puits. Le BRGM y effectue des inspections chaque année.

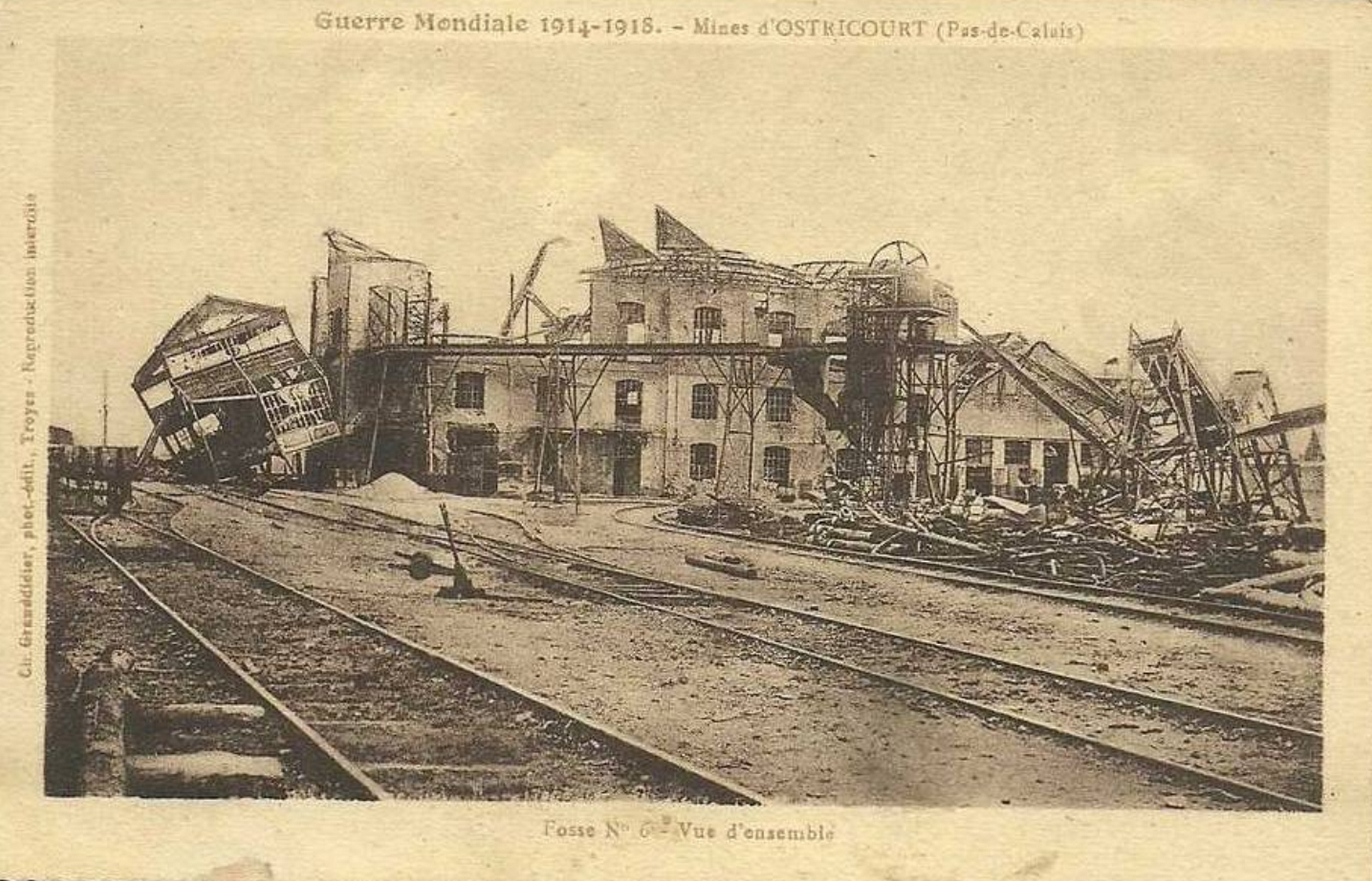
La fosse après la Grande Guerre
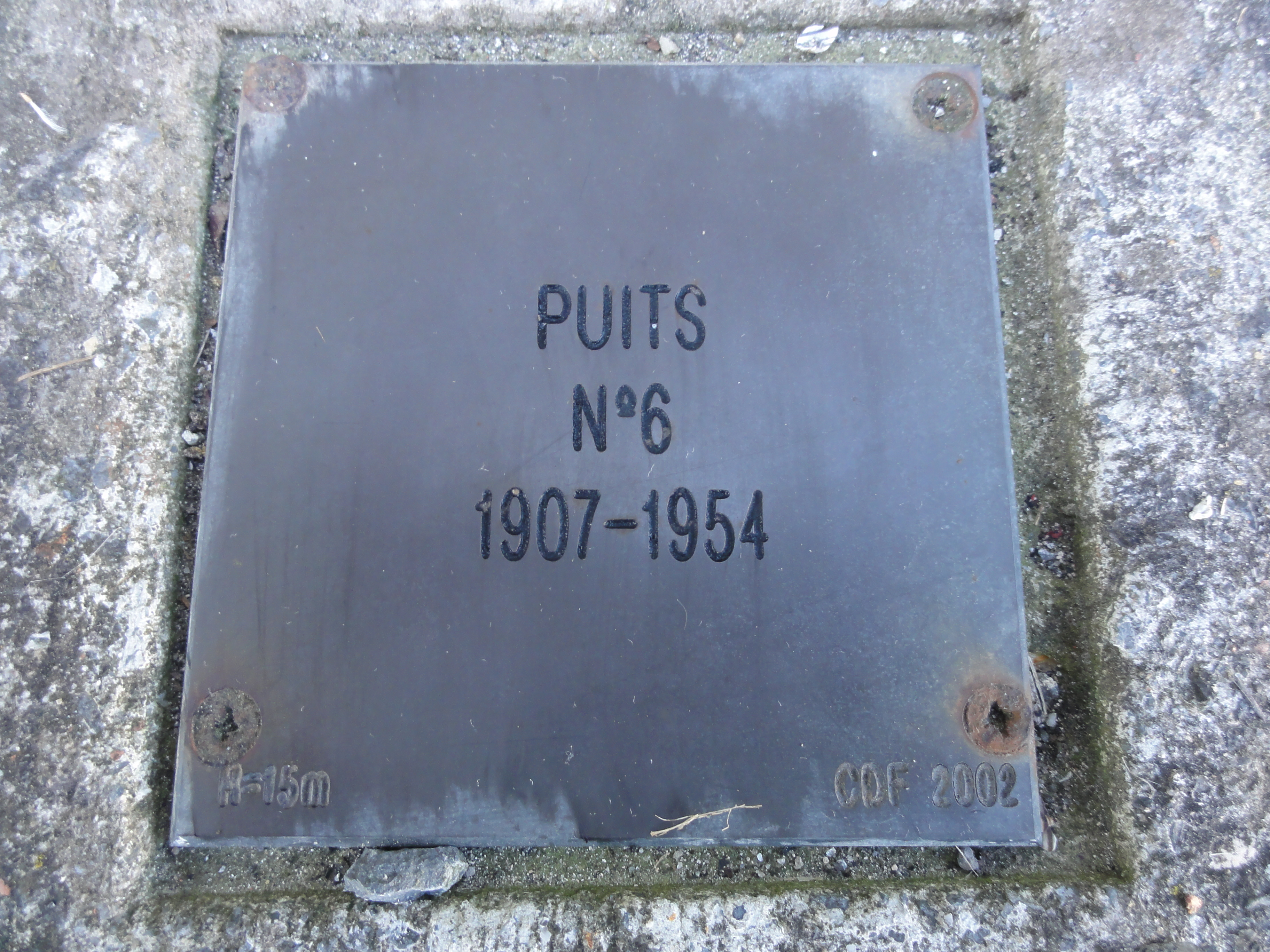
Puits no 6, 1907 - 1954.
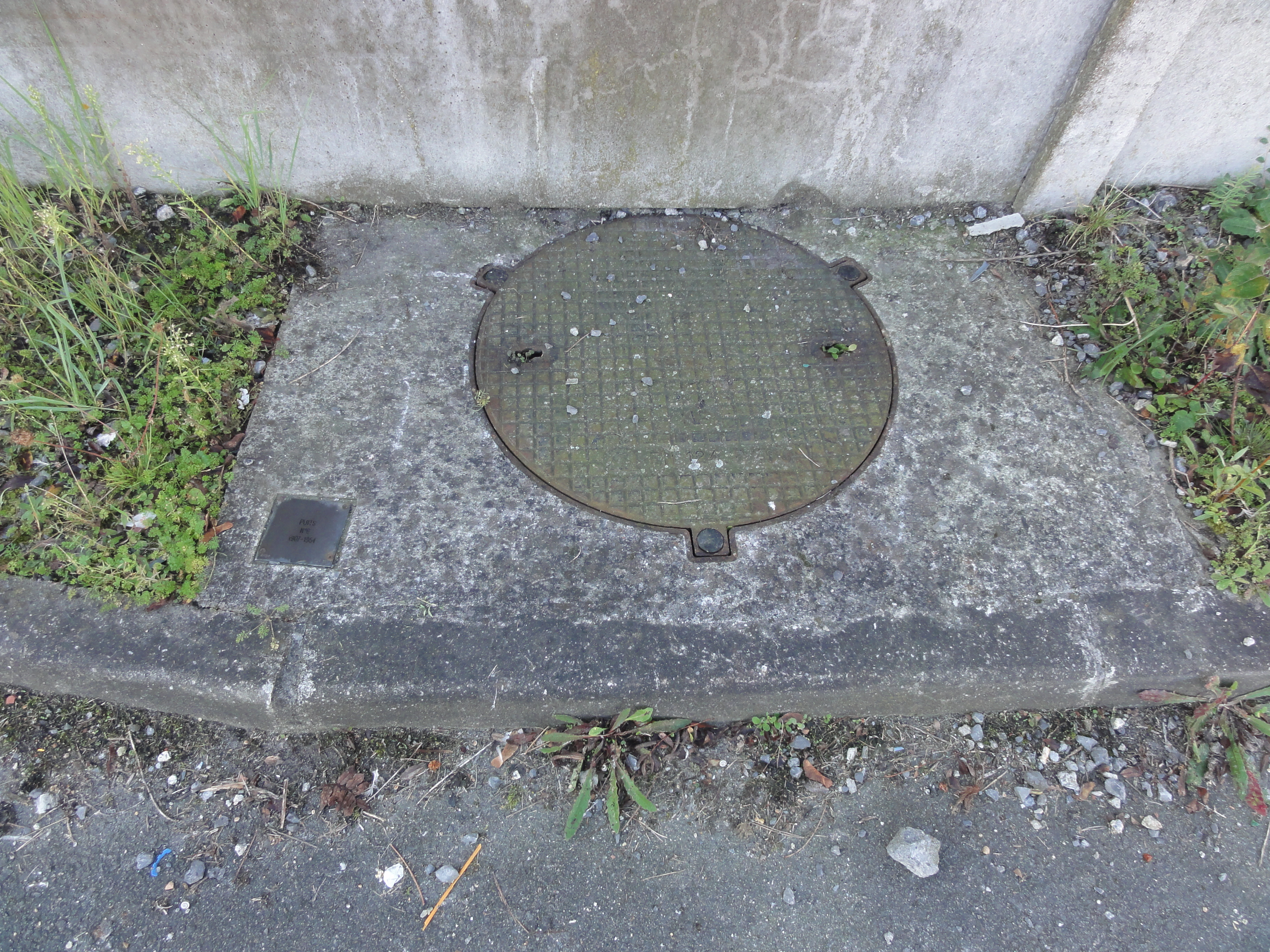
La tête de puits matérialisée no 6.
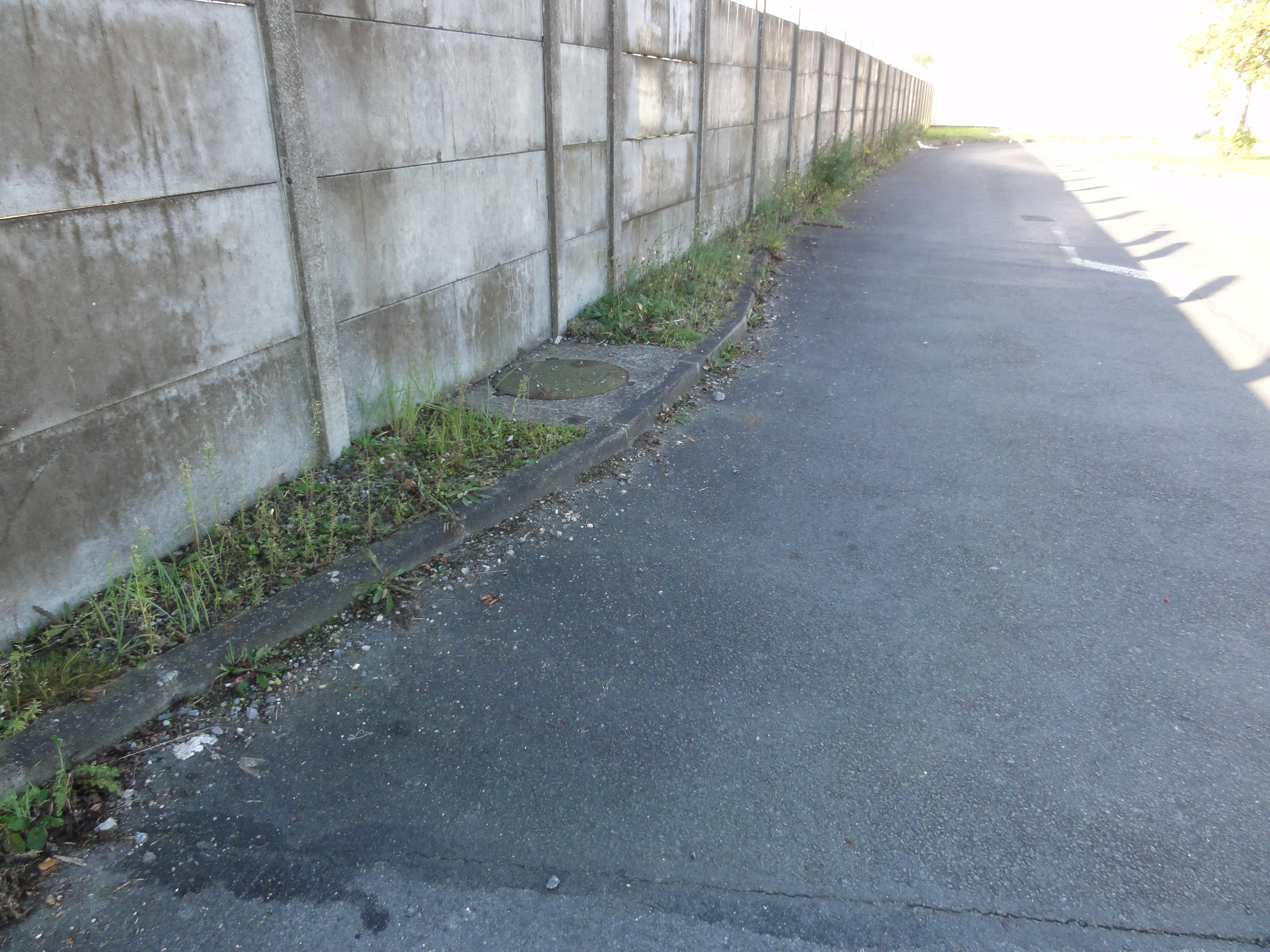
Le puits dans son environnement.
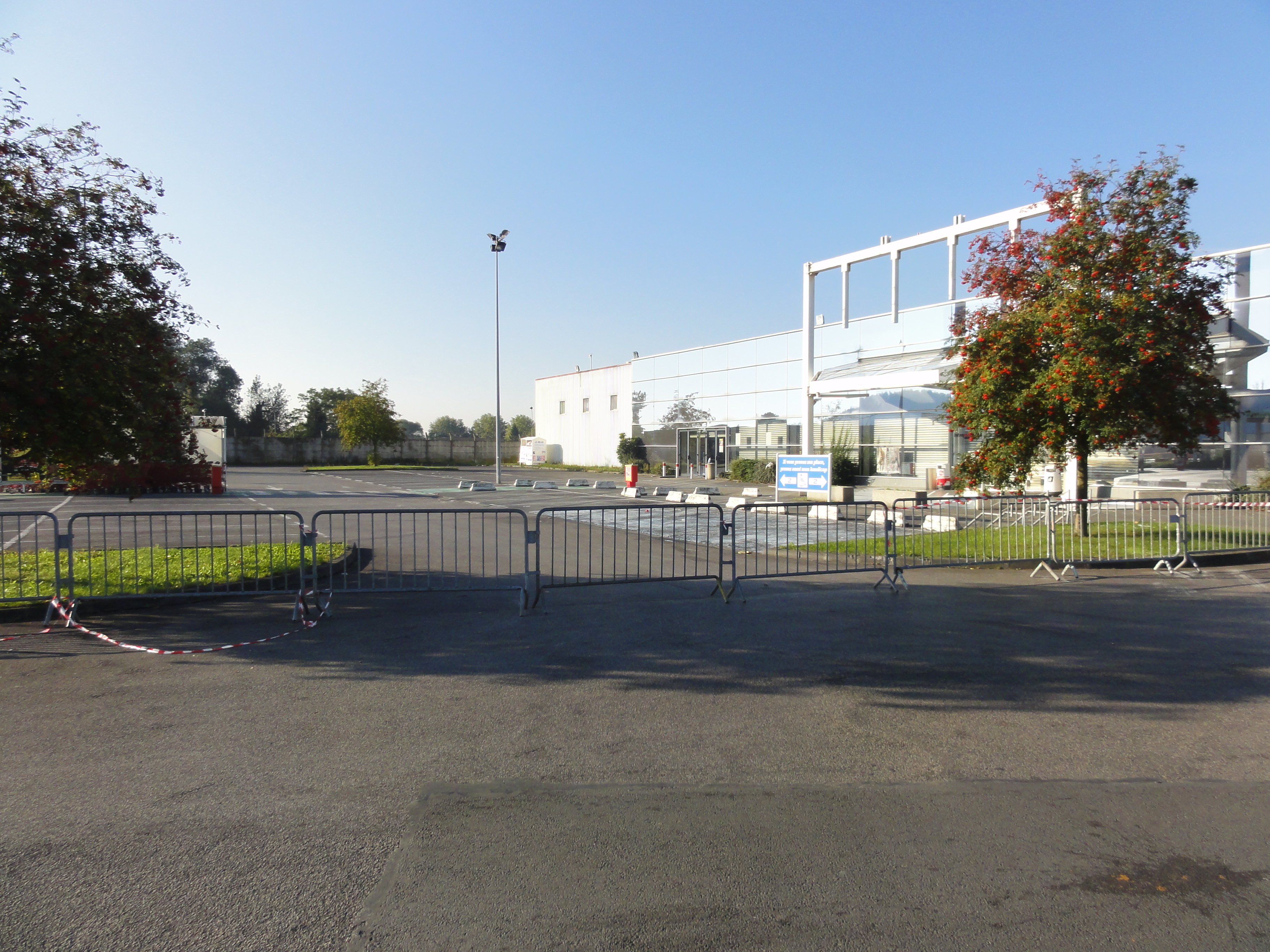
Le carreau de fosse.

## Les terrils
Deux terrils résultent de l'exploitation de la fosse.

### Terrilno119, 6 d'Oignies Sud
50° 28′ 00″ N, 3° 01′ 47″ E

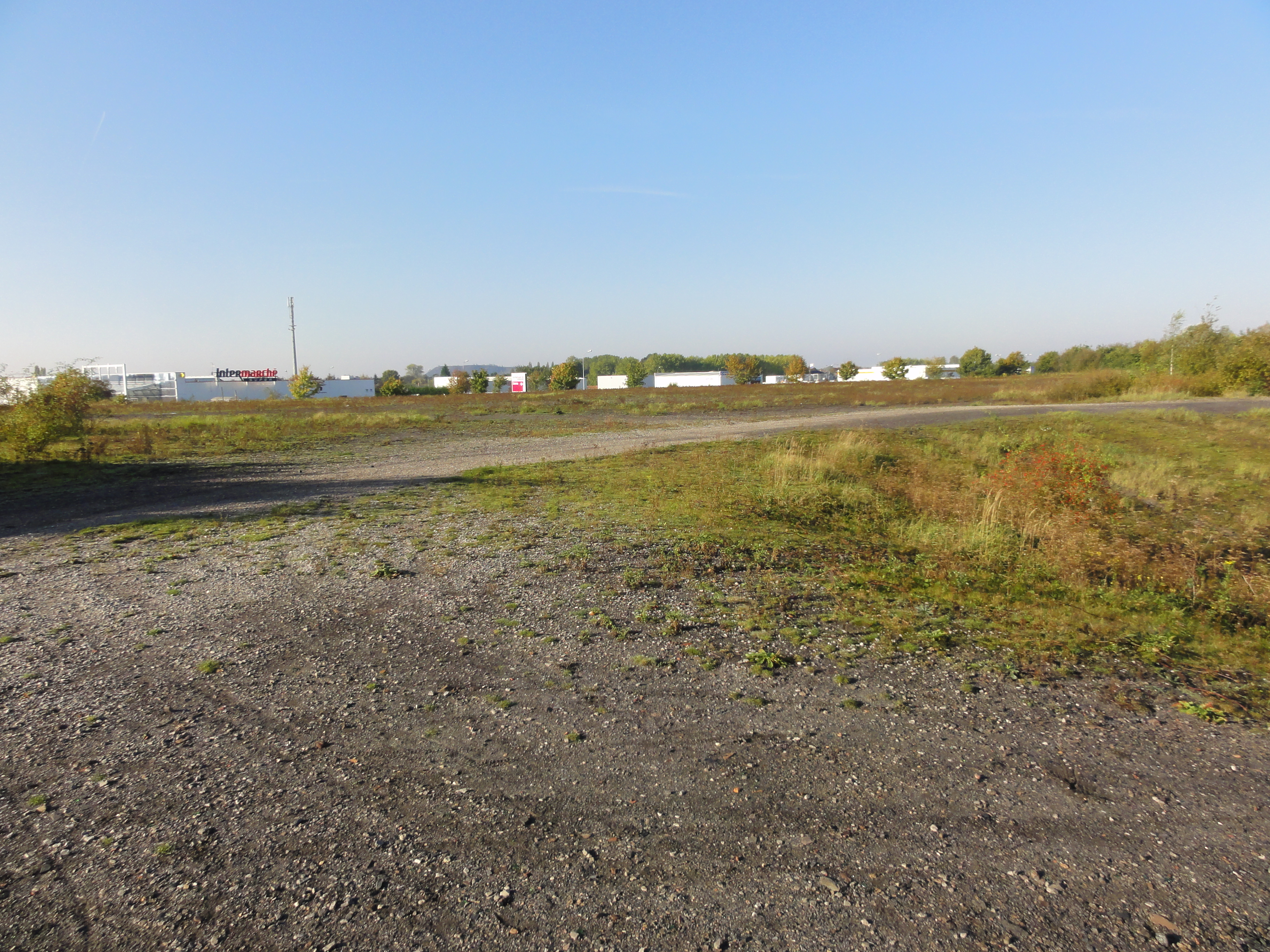
Le terril no 119.

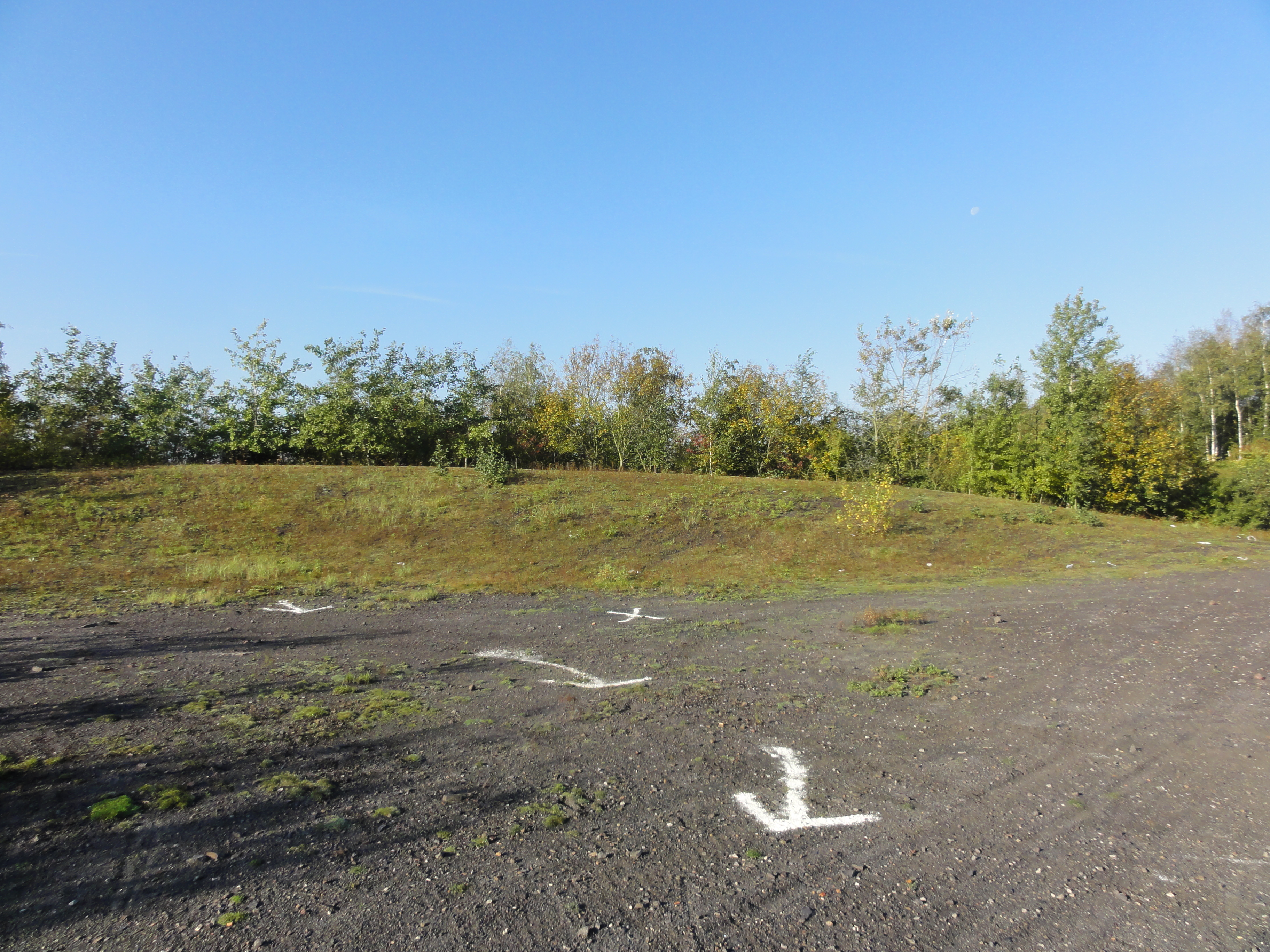
Le terril no 120.

Le terril no 119, 6 d'Oignies Sud, situé à Ostricourt, est le terril conique de la fosse no 6. Initialement haut de 72 mètres, il a été exploité, il n'en reste que la base.

### Terrilno120, 6 d'Oignies Nord
50° 28′ 08″ N, 3° 01′ 46″ E
Le terril no 120, 6 d'Oignies Nord, situé à Ostricourt, est le terril plat de la fosse no 6. Initialement haut de quinze mètres, il a été exploité, il n'en reste que la base.

## Les cités
Des cités ont été construites à proximité de la fosse, et étendues lors de l'ouverture de la fosse no 7 - 7 bis.

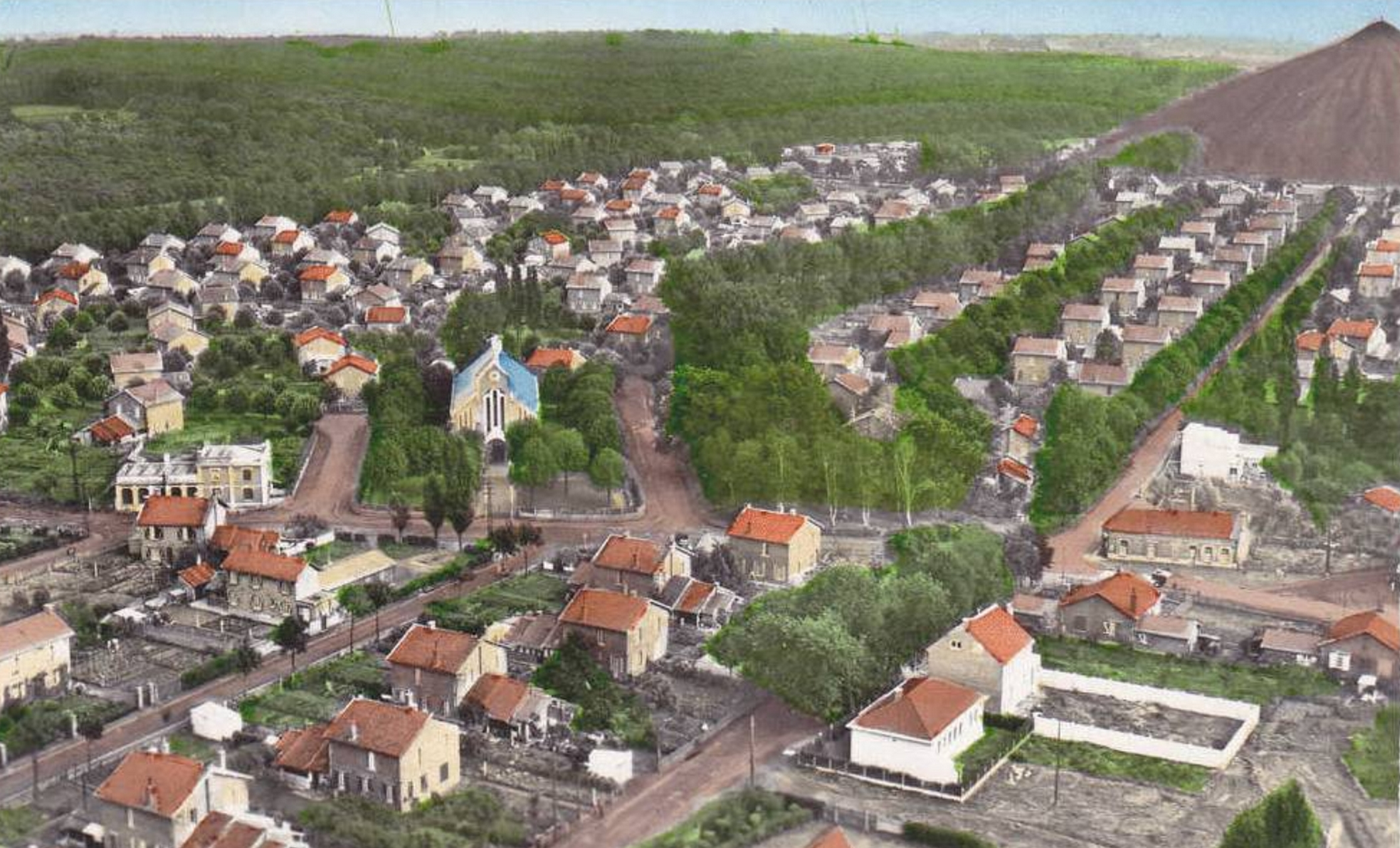
Vue aérienne des cités aujourd'hui détruites, en arrière-plan.
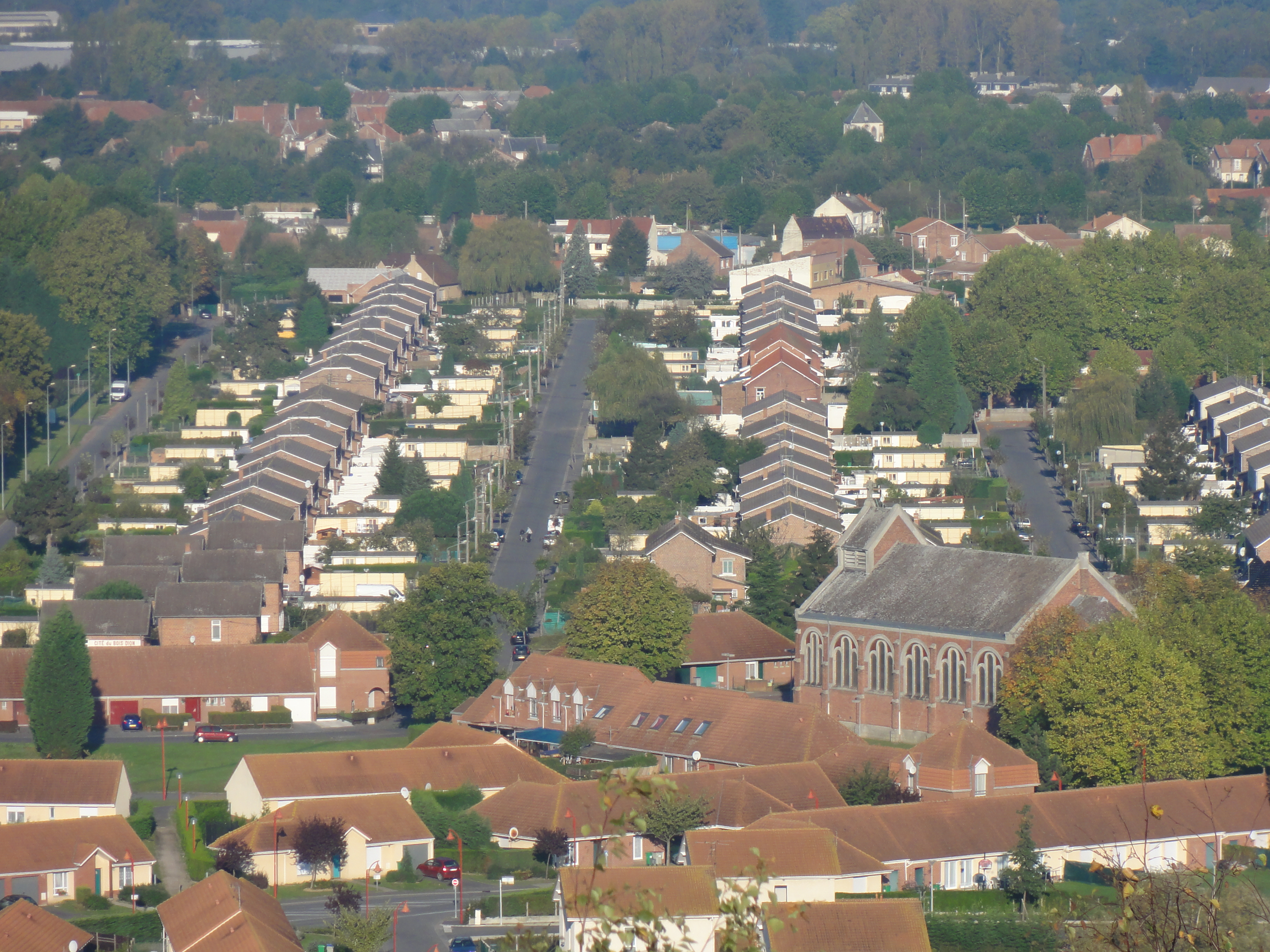
Les cités et l'église vues depuis le sommet du terril no 108, 7 d'Oignies.
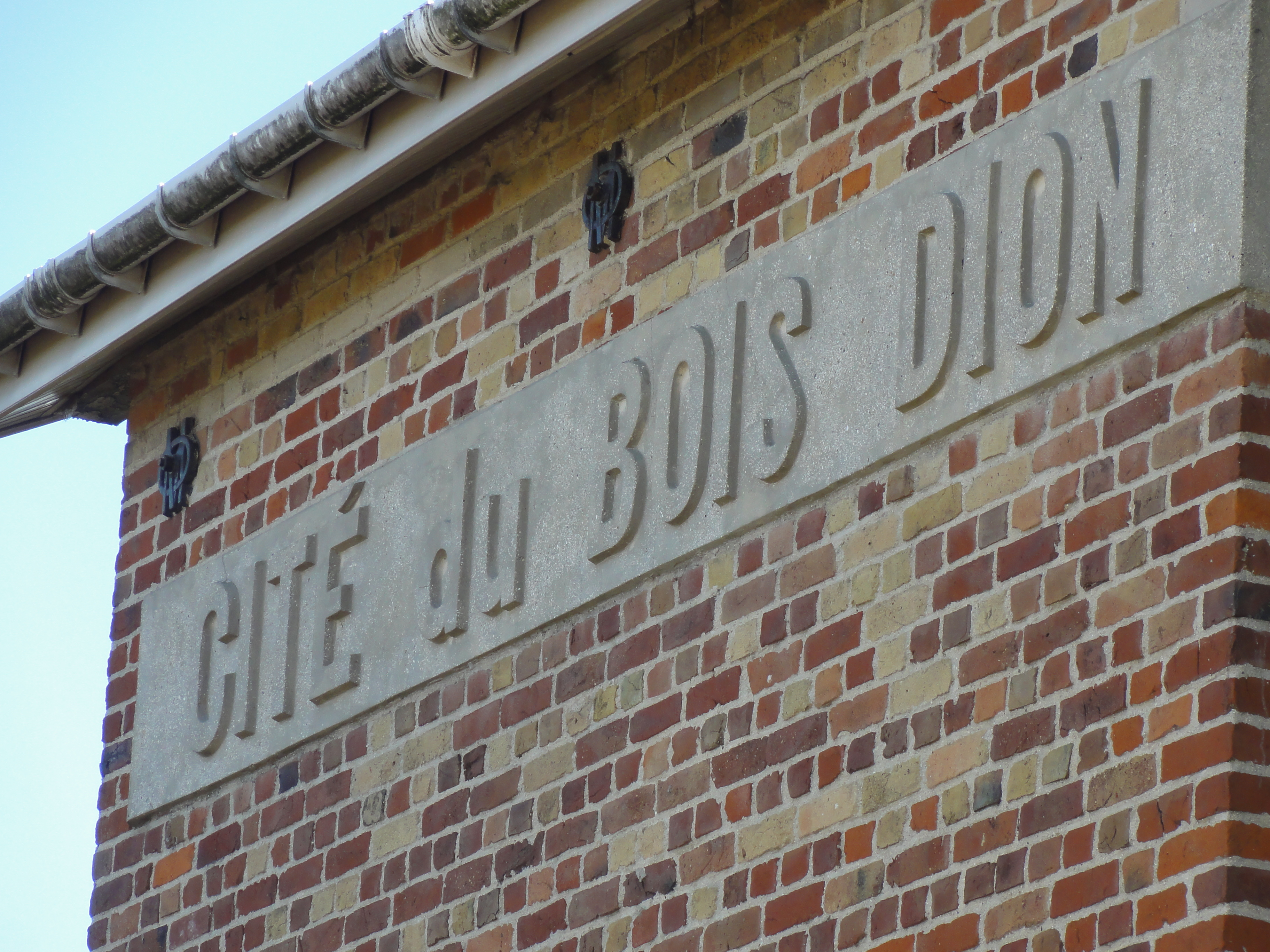
« Cité du Bois Dion » et monogrammes MO (Mines d'Ostricourt).
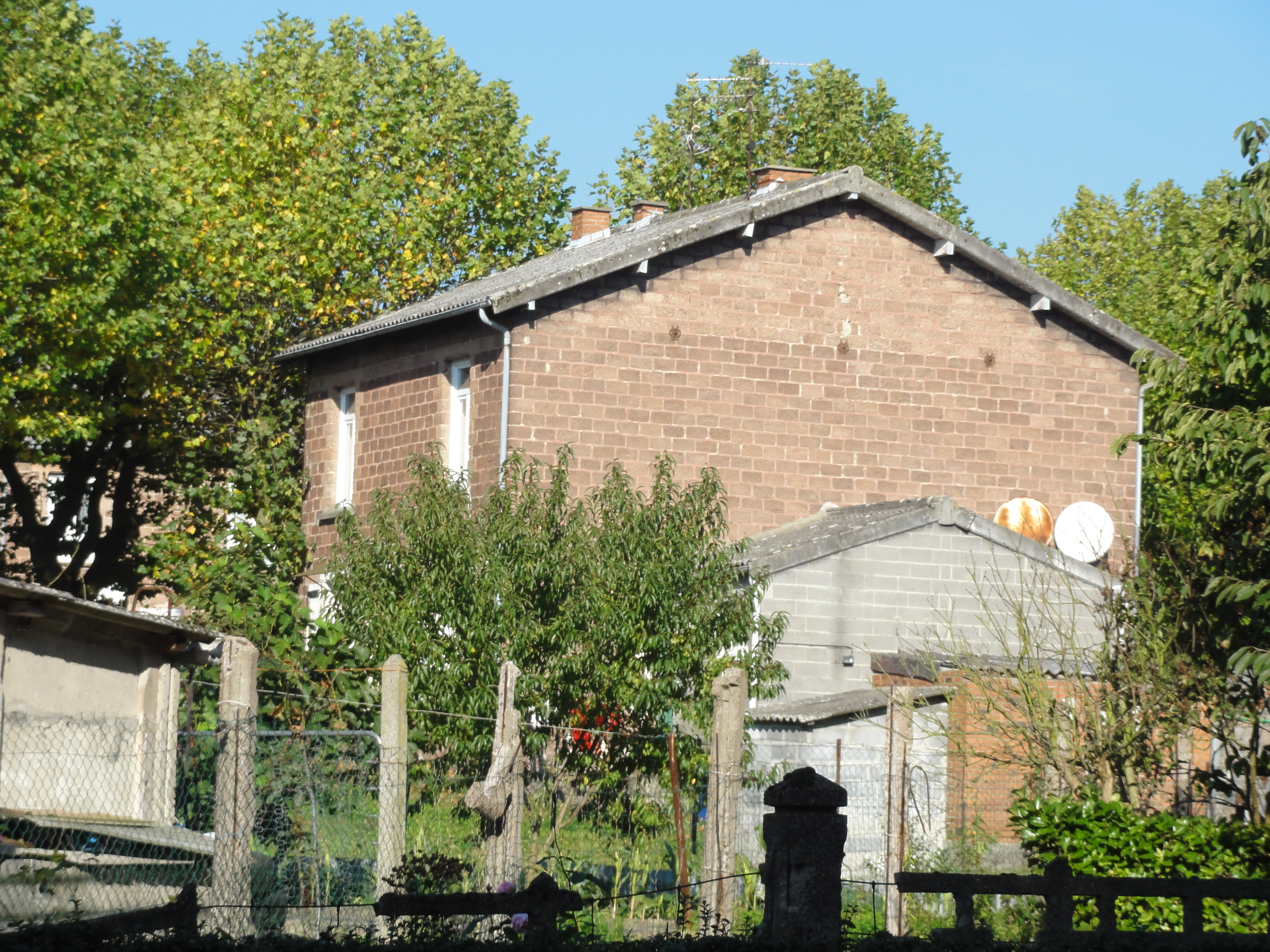
Habitation construite en parpaings.
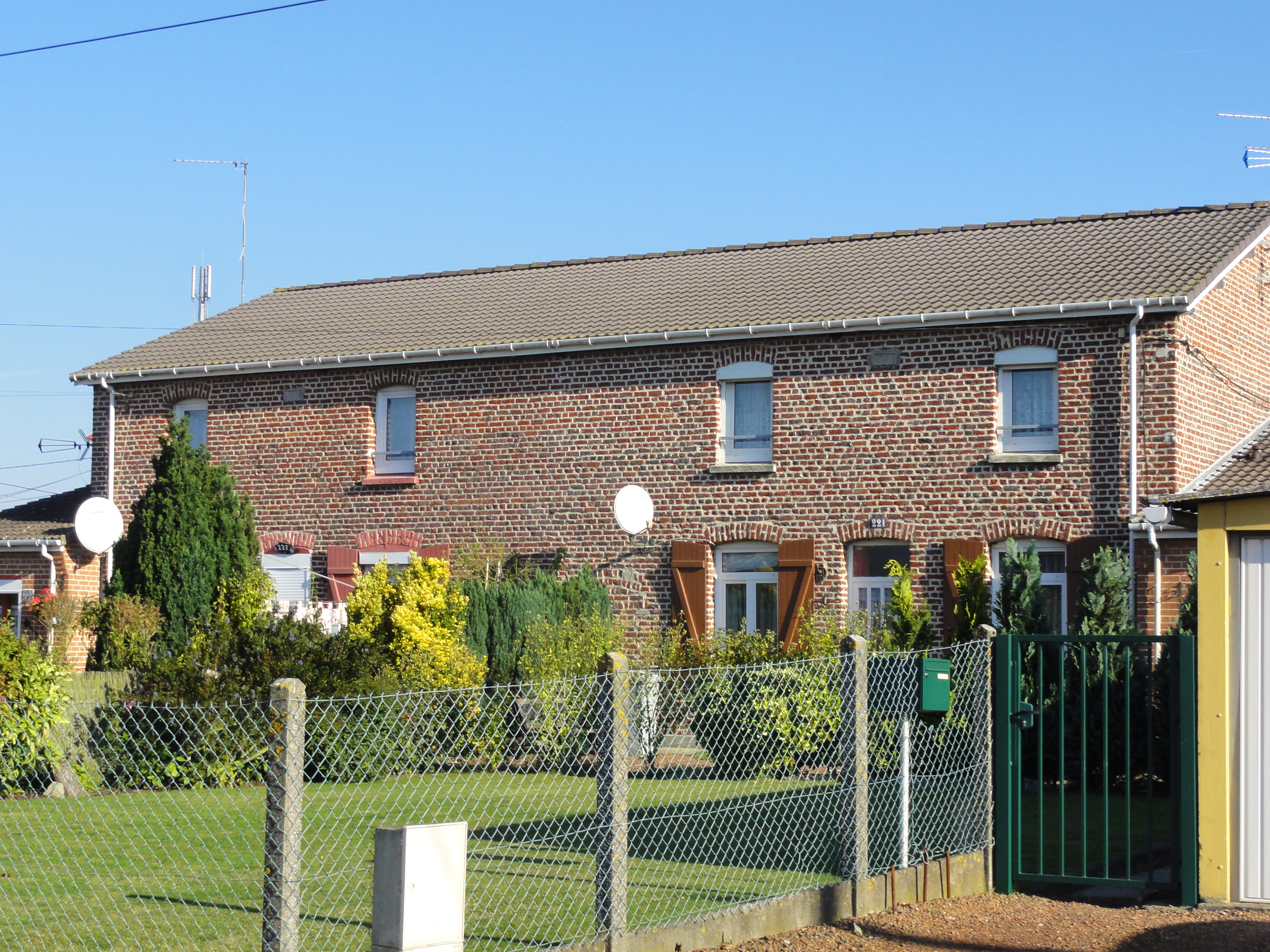
Habitations groupées par quatre.
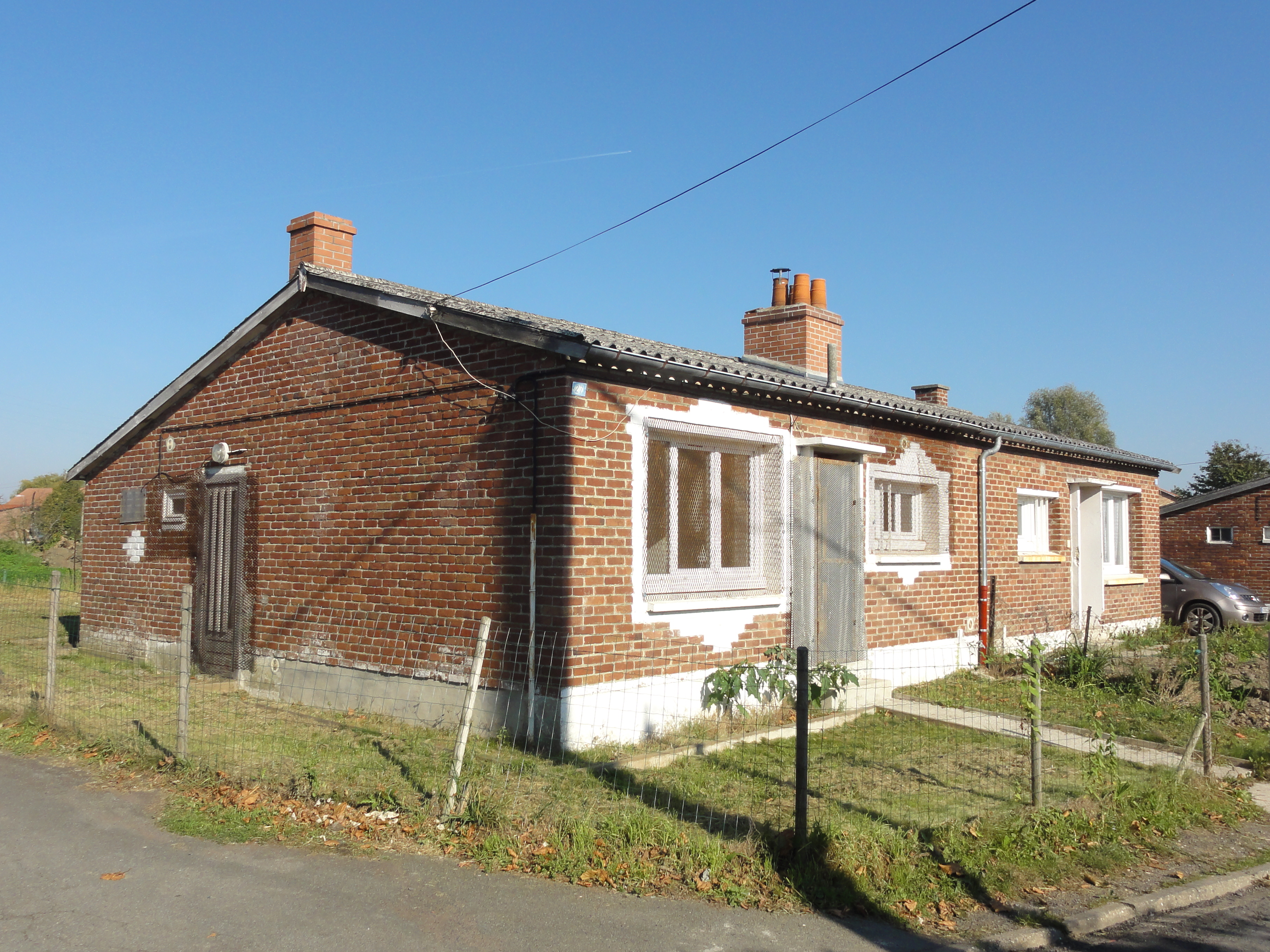
Habitations post-Nationalisation.
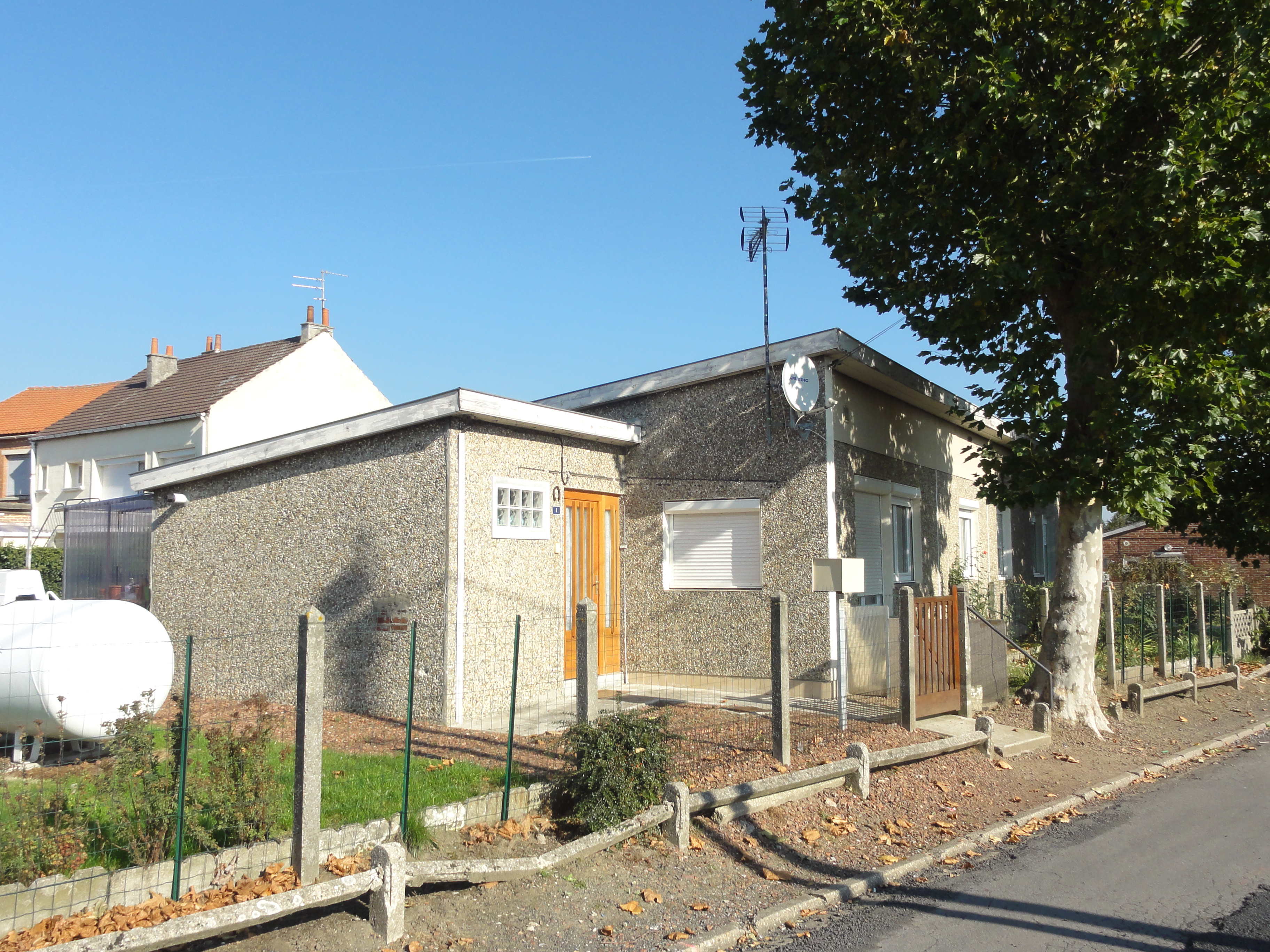
Habitations post-Nationalisation Camus bas.

### L'église Saint-Jacques
50° 27′ 44″ N, 3° 01′ 44″ E

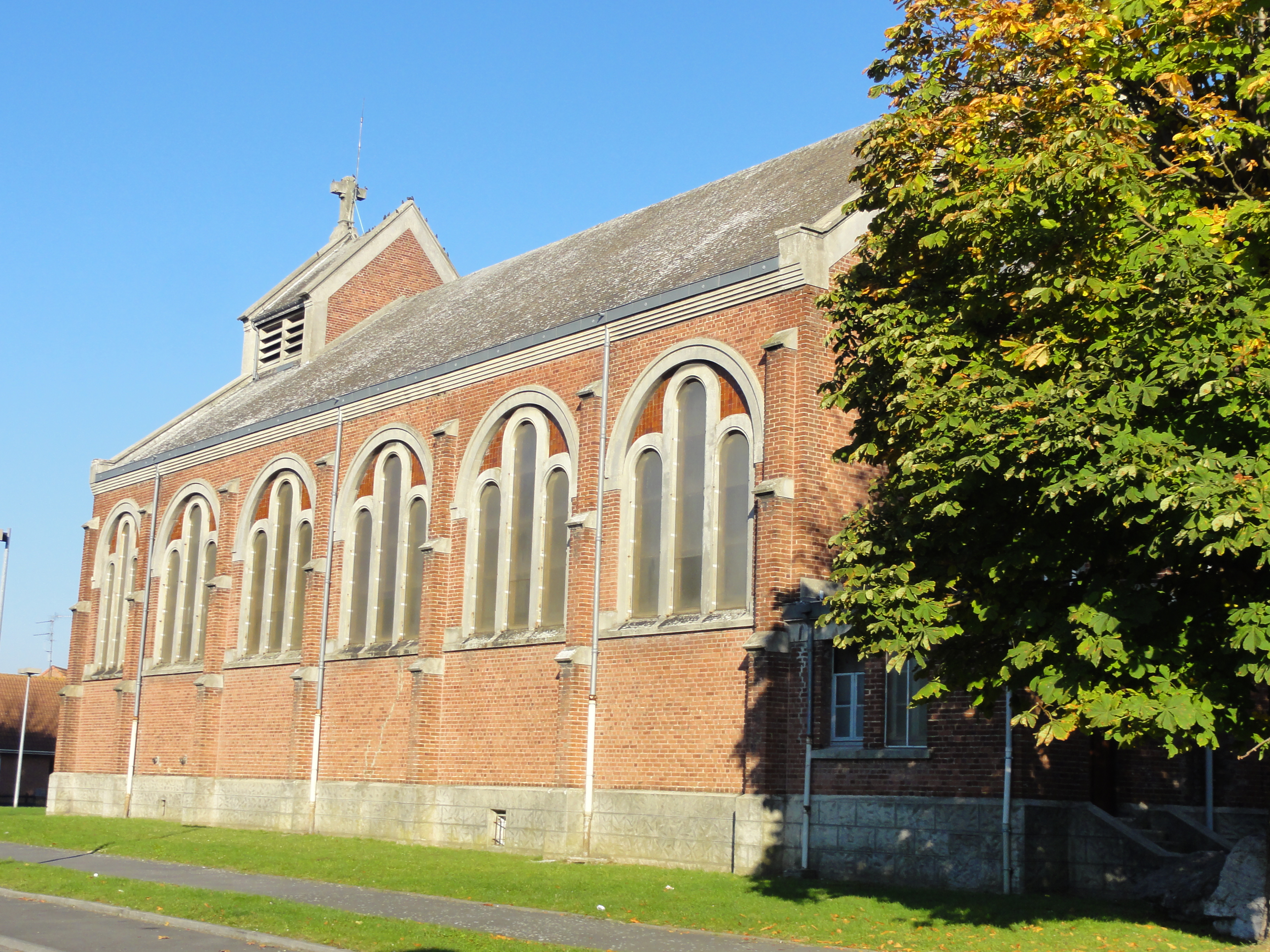
L'église.

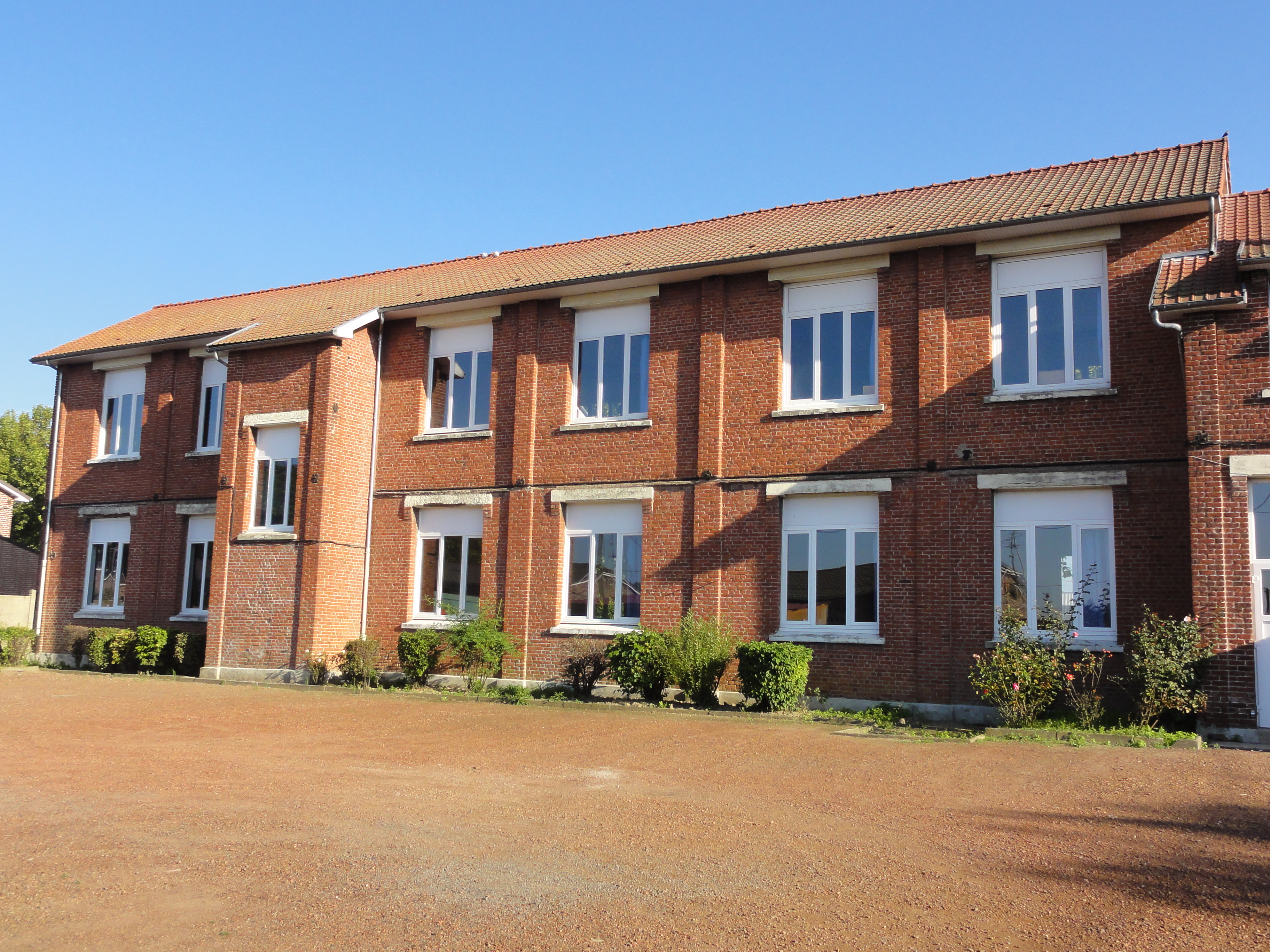
Les écoles.

Une église a été construite dans les cités de la fosse no 6, celle du centre-ville d'Ostricourt étant trop éloignée.

### Les écoles
50° 27′ 52″ N, 3° 01′ 26″ E
Des écoles ont été bâties dans les cités, afin de loger les enfants des ouvriers.

### La salle Stanislas
50° 28′ 07″ N, 3° 01′ 04″ E

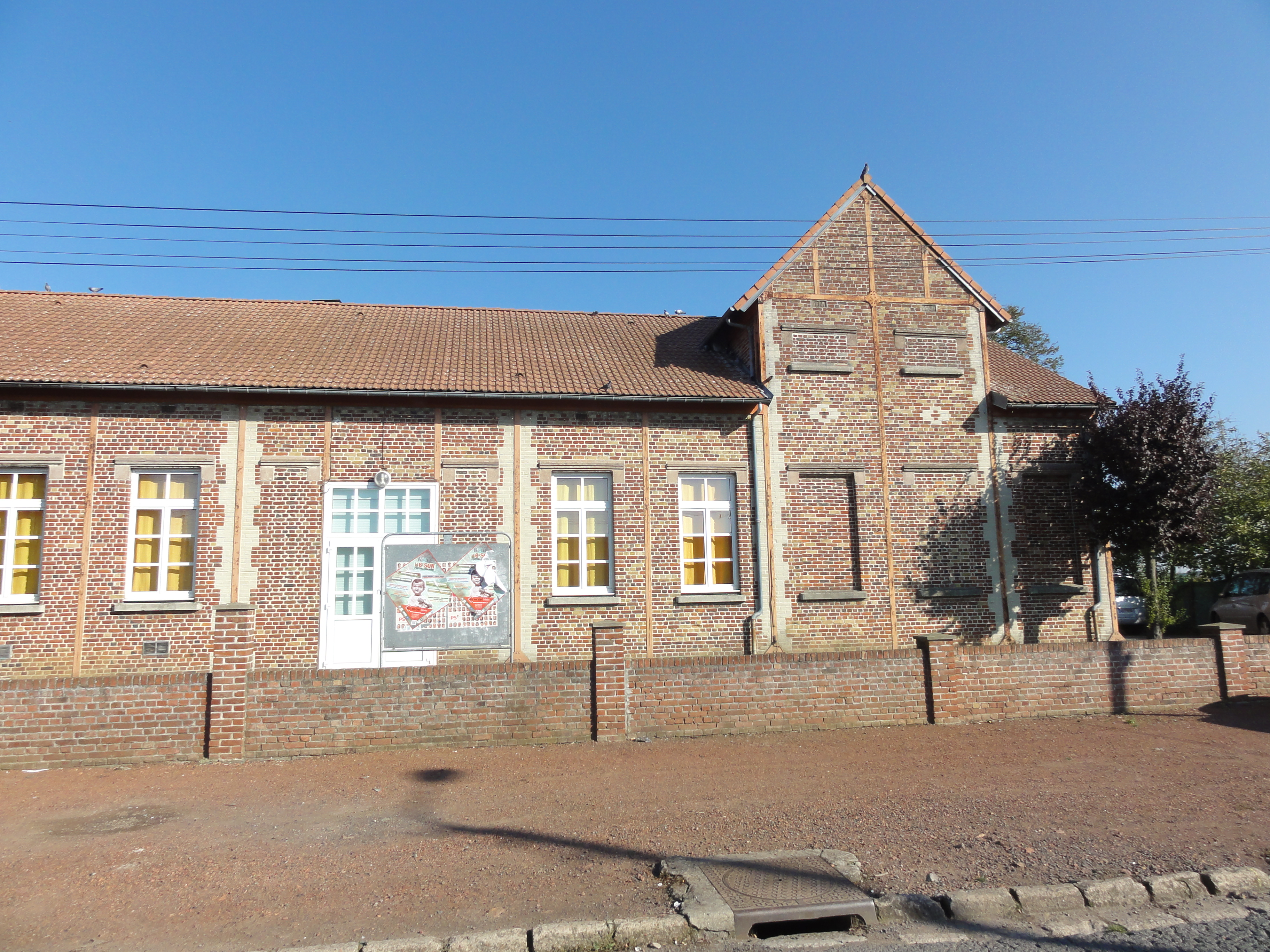
La salle Stanislas.

La salle Stanislas est située à Oignies, dans les cités de la fosse no 6, près de celles de la fosse no 1. Il s'agit d'une salle des fêtes.